# Ecseg
Ecseg község Nógrád vármegyében, a Pásztói járásban. A Novohrad-Nógrád UNESCO Globális Geopark települése.

## Fekvése

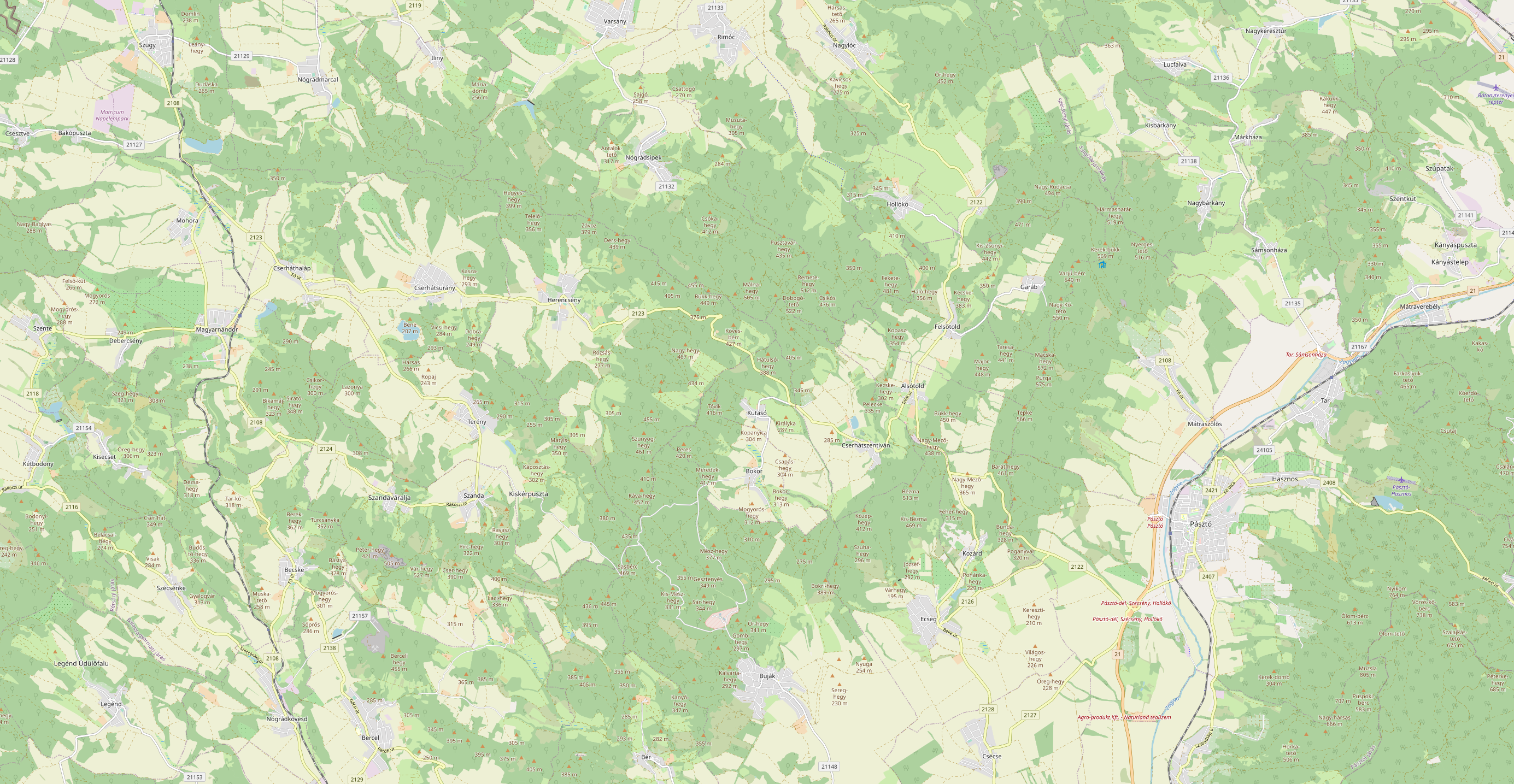
A Cserhát keleti része és Pásztó környéke

Pásztótól nyugatra, a Cserhát déli lábánál található, a Szuha-patak és a Kozárdi-patak összefolyásánál.
A közvetlenül határos települések: észak felől Alsótold, északkelet felől Kozárd, kelet felől Pásztó, dél felől Csécse, nyugat felől Buják, északnyugat felől pedig Cserhátszentiván.

### Megközelítése
Csak közúton érhető el, Pásztó felől a 2126-os, Kozárd, illetve Csécse érintésével pedig a 2128-as úton. Határszélét északon érinti még a Szécsény-Pásztó közti 2122-es út is.

## Története

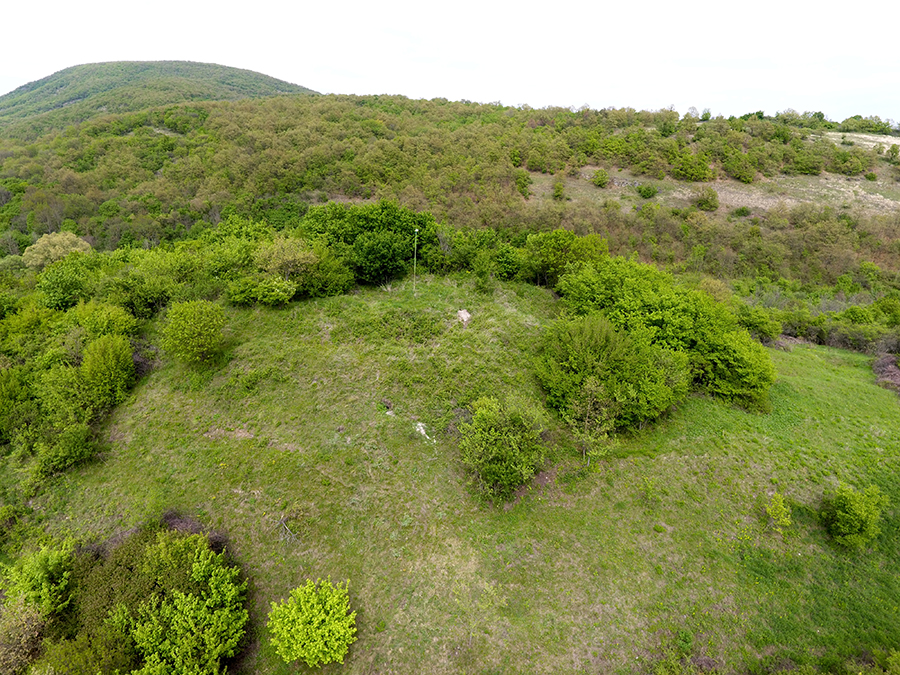
Ecseg - Ilonavár, légi fotó

A község határában a Kr. e. 4. évezredből származó leletek is előkerültek. Ecseg első írásos említése 1238-ból származik: IV. Béla egyik okiratában megerősítette itteni birtokában a Szent János lovagrendet. A település határában állt egykor a tatárjárás után emelt Ilonavár. Az erődítmény már a 15. században elpusztult. A község 1460 és 1481 között Hollókő várának tartozéka volt, a középkortól egyházas hely, 1656-ban Nógrád vármegye püspöki helynöke volt az itteni plébános. Ecsegnek valaha igen jó bora termett: a középkorban a királyok adófizető eszközként is elfogadták.
A község római katolikus temploma középkori eredetű, tornya a 15. században épült. A mai barokk templom építése 1780-ban kezdődött, míg felszentelése 1792-ben történt. A magasépítésű, egyhajós, előreugró középtornyos, keletelt templom tornya gótikus, 15. századi, 1780 és 1792 között épült hajója és szentélye barokk stílusú. A templom középkori eredetét vakolatlan, terméskő falazata is jól szemlélteti. A templom régi harangja a 15. század második felében készülhetett, 1908-ban a Magyar Nemzeti Múzeumba került.
A 16–18. században a falu legjelentősebb nagybirtokosai a Forgáchok voltak, akik egy kastélyt is építettek. A török idők után a fellendülő állattenyésztés és földművelés mellett kiemelkedett a szőlő- és bortermelés, valamint a vízimolnárság, amelyek a 19. században nagy fejlődésnek indultak.
A 20. század első felében a legnagyobb falusi birtokos az Osztroluczky család volt. Az úgynevezett Horváth-kúriát vették birtokukba, amely ma az általános iskola felső tagozatának ad helyet. A század első felében orvosi rendelő, gyógyszertár, kultúrotthon és iskola épült a faluban.

## Közélete

### Polgármesterei
- 1990–1994: Moravcsik Ferenc (független)[3]
- 1994–1998: Moravcsik Ferenc (független)[4]
- 1998–2002: Moravcsik Ferenc (független)[5]
- 2002–2006: Moravcsik Ferenc (független)[6]
- 2006–2010: Moravcsik Ferenc (független)[7]
- 2010–2014: Moravcsik Ferenc (független)[8]
- 2014–2019: Moravcsik Ferenc (független)[9]
- 2019–2024: Moravcsik Ferenc (független)[10]
- 2024– : Szerémyné Baráth Éva (független)[1]

## Népesség
A település népességének változása:
| Lakosok száma | 1178 | 1196 | 1174 | 1181 | 1142 | 1175 | 1148 |
|               | 2013 | 2014 | 2015 | 2021 | 2022 | 2023 | 2024 |

2001-ben a település lakosságának 94%-a magyar, 5%-a cigány és 1%-a egyéb (főleg román) nemzetiségűnek vallotta magát.
A 2011-es népszámlálás során a lakosok 84,2%-a magyarnak, 15% cigánynak, 0,2% németnek mondta magát (15,6% nem nyilatkozott; a kettős identitások miatt a végösszeg nagyobb lehet 100%-nál). A vallási megoszlás a következő volt: római katolikus 57,1%, református 0,5%, evangélikus 0,9%, felekezeten kívüli 9,1% (25% nem nyilatkozott).
2022-ben a lakosság 91%-a vallotta magát magyarnak, 14,4% cigánynak, 0,2% németnek, 0,1-0,1% horvátnak, görögnek, bolgárnak és románnak, 1,3% egyéb, nem hazai nemzetiségűnek (9% nem nyilatkozott; a kettős identitások miatt a végösszeg nagyobb lehet 100%-nál). Vallásuk szerint 29,3% volt római katolikus, 1% református, 0,4% evangélikus, 0,4% görög katolikus, 4,8% egyéb keresztény, 0,3% egyéb katolikus, 5,6% felekezeten kívüli (58,1% nem válaszolt).

## Nevezetességei

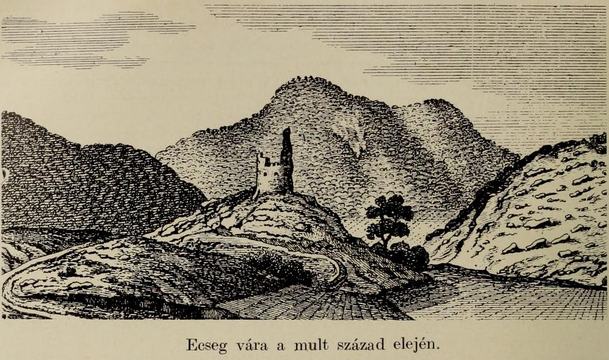
A vár a 19. század elején

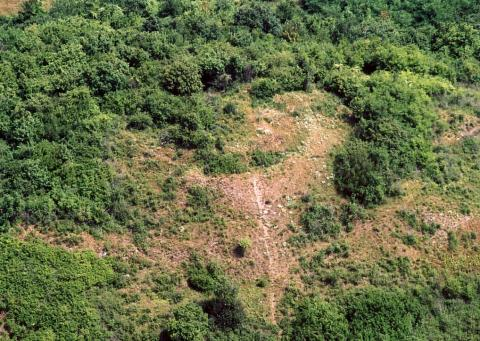
A várfalromok légi felvételen

- Barokk templom (1792), 15. századi gótikus toronnyal
- A középkori Ilonavár alapfalai.
- Mária kegyhely az ecsegi-csécsei út mentén, a Szuha-patak partján
- Kápolna-forrás (gyógyhatású vízzel)
- Boros úti pincesor
- Helytörténeti és néprajzi gyűjtemény, neolit kori kagylóékszer lelettel
- Egy 15. századi gótikus áldozókehely és egy 17. századi kódex az ecsegi betlehemessel (amelyet Vácott őriznek)